# Adrian Podoleanu
Adrian Podoleanu (n. 26 august 1928, Sadaclia, azi în raionul Basarabeasca, Regatul României – d. 8 iulie 2010, Iași), a fost un pictor român.

## Biografie
Pictorul Adrian Podoleanu a absolvit Institutul de Arte Plastice „Ion Andreescu” din Cluj, secția Pictură, după ce mai întâi a cochetat cu regia, la Conservatorul de Muzică și artă dramatică din Timișoara.
A debutat în 1958, la București, remarcându-se apoi cu numeroase expoziții în țară și străinătate. A fost profesor și decan al Facultații de Arte Plastice, la Universitatea de Arte „George Enescu” din Iași. Este laureatul a numeroase premii, printre care și "Diploma de Onoare" cu Medalia "Pro amiciția - Pro fidelitate", pentru întreaga activitate artistică (2000). La Muzeul de Artă din Iași, cea mai recentă expoziție selectivă a artistului a fost organizată în 1998, la aniversarea a 70 de ani de la naștere.

## Expoziții[1]

### Expoziții personale
Între anii 1959-2010 a organizat 33 de expoziții personale.
- 1965, 1967,1969,1973 - „Sala Victoria”, Iași
- 1969 - Titograd, Iugoslavia
- 1970,1971,1976,1978,1981 - „Galeria Cupola”, Iași
- 1980, 2008 - „Galeria de Artă”, Cluj
- 1981,2003 - Galați
- 1963,1982, 1989 - București
- 1991,1998 - „Muzeul de Artă”, Iași
- 2007, 2010 - „Galeriile de Artă Dana”, Iași

### Expoziții de grup
Între anii 1960-2008 are numeroase participări expoziționale.
- 1960-1973 - Expoziții naționale de grafică, București
- 1969, 1975, 1985 - „Sala Dalles”, București
- 1999-2006 - „Saloanele Moldovei”, Bacău
- 2002-2008 - „Salonul ART IS”, Iași
- 2002-2008 - Salonul profesorilor de Arte Vizuale, „Muzeul de Artă”, Iași
- 1961-2005 - expune la Viena, Moscova, Maroc, Budapesta, Milano, Roma, Skopje, Poitiers, Lublin, Chișinău

## Distincții
- Ordinul „Meritul Cultural” clasa a V-a (25 decembrie 1967) „pentru merite deosebite în opera de construire a socialismului, cu prilejul celei de-a XX-a aniversări a proclamării Republicii”[2]
- Ordinul național „Serviciul Credincios” în grad de Cavaler (16 ianuarie 2002) „pentru meritele avute în creația artistică și promovarea culturii românești în țară și peste hotare, pentru abnegația deosebită în slujirea instituțiilor culturale din Moldova”[3]